# جامعة ليثبريدج
جامعة ليثبريدج هي جامعة عامة في كندا تأسست عام 1967. تقع في مدينة ليثبريدج، إدمونتون، كالغاري.

## وصلات خارجية
- الموقع الرسمي